# Abderrahmane Baddou
Abderrahmane Baddou (arabisch السيد عبد الرحمان بادو; * 1925 in Meknès; † 21. Dezember 2001) war ein marokkanischer Diplomat und Staatssekretär im Außenministerium.
Er war der Vater der Politikerin Yasmina Baddou  sowie der Onkel väterlicherseits des Fernsehmoderators Ali Baddou.

## Werdegang
Er studierte Rechtswissenschaft am Institut des Hautes Études marocaines in Rabat, war ein aktives Mitglied der Nationalistischen Bewegung, nahm 1944 an Versammlungen teil, welche die Unabhängigkeit forderten, und wurde vom französischen Protektoratsregime von den marokkanischen Bildungseinrichtungen ausgeschlossen.
1952 war er aus politischen Gründen inhaftiert.
In der Folge war er ein aktives Mitglied des Exekutivkomitees der Istiqlal.
Bis 1963 übernahm er leitende Funktionen im Justizministerium.
1963 wurde er in die marokkanische Repräsentantenversammlung für Meknès gewählt
Ab 1965 wurde er wieder im Justizministerium beschäftigt.
Von 23. Oktober 1967 bis 1971 war er Botschafter in Dschidda, Saudi-Arabien. 1971 war er Botschafter in Beirut (Libanon). Von 1972 bis 1975 war er ein zweites Mal Botschafter in Dschidda.
Von 10. Oktober 1977 bis 27. März 1979 war er Staatssekretär im Außenministerium im Kabinett von Ahmed Osman. Von 27. März 1979 bis 5. Oktober 1981 war er Staatssekretär im Außenministerium im Kabinett von Maati Bouabid.
1981 eröffnete Marokko eine Botschaft in Wien. Vom 8. Juni 1982 bis 30. November 1984 war er der erste marokkanische Botschafter in der zweiten österreichischen Republik in Wien und Ständiger Vertreter der Marokkanischen Regierung bei der Internationalen Atomenergie-Organisation.

## Ehrungen
- Orden von Chalid ibn Abd al-Aziz erste Kategorie[4]